# Ріма бінт Бандар аль-Сауд
Ріма бінт Бандар бін Султан бін Абдулазіз аль-Сауд (араб. ريما بنت بندر بن سلطان بن عبدالعزيز آل سعود; нар. 15 лютого 1975) — саудівська принцеса, правозахисниця, посол Саудівської Аравії у США. Перша жінка-посол в історії країни. Зробила великий внесок у розширення прав жінок у Саудівській Аравії.

## Біографія
Ріма бінт Бандар народилася 15 лютого 1975 в місті Ер-Ріяд, Саудівська Аравія, в королівській родині аль-Сауд. Її батько — принц Бандар бін Султан бін Абдулазіз, екс-глава зовнішньої розвідки, після відставки служив послом в США (у 1983—2005 роках). Її рідний брат, принц Халід бін Бандар бін Султан, служить на посаді посла Саудівської Аравії в Німеччині. Ріма отримала вищу освіту в Сполучених Штатах Америки. Вона закінчила університет Джорджа Вашингтона зі ступенем бакалавра мистецтв у галузі музейних досліджень. Після навчання була генеральним директором компанії Alpha International Limited, одного з найбільших саудівських рітейлерів в індустрії моди.
Ріма була дружиною принца Фейсала бін Туркі бін Насіра бен Абдулазіза аль-Сауда, який володів футбольним клубом «Наср». У 2012 році вони розлучилися. Від шлюбу у неї є двоє дітей — син Туркі і дочка Сара.
Принцеса доклала багато зусиль для забезпечення жінкам Саудівської Аравії доступу до освіти, для пропаганди раннього виявлення раку молочної залози, і зокрема впровадження масового мамографічного скринінгу. У 2014 році журнал Forbes Middle East включив Ріму бінт Бандар до списку двохсот найвпливовіших арабських жінок.
23 лютого 2019 року Ріма бінт Бандар бін Султан призначена на посаду посла королівства у США. До призначення на посаду посла принцеса займала посаду представника глави Генеральної федерації спорту. Офіційно обов'язки посла стала виконувати 4 липня 2019 року, ставши першою в історії Саудівської Аравії жінкою, яка очолила закордонне дипломатичне представництво країни.